# Bratica
Bratica este un sat din comuna Ulcinj, Muntenegru. Conform datelor de la recensământul din 2003, localitatea are 232 de locuitori (la recensământul din 1991 erau 429 de locuitori).

## Demografie
În satul Bratica locuiesc 189 de persoane adulte, iar vârsta medie a populației este de 41,7 de ani (40,2 la bărbați și 43,4 la femei). În localitate sunt 70 de gospodării, iar numărul mediu de membri în gospodărie este de 3,31.
|  |

| Demografie | Demografie | Demografie |
| An         | Locuitori  | Locuitori  |
| ---------- | ---------- | ---------- |
|            |            |            |
|            |            |            |
|            |            |            |
|            |            |            |
| 1948       | 352        |            |
| 1953       | 372        |            |
| 1961       | 383        |            |
| 1971       | 397        |            |
| 1981       | 346        |            |
| 1991       | 429        | 300        |
| 2003       | 279        | 232        |

| \| Componența etnică conform recensământului din 2003[2] \| Componența etnică conform recensământului din 2003[2] \| Componența etnică conform recensământului din 2003[2] \| Componența etnică conform recensământului din 2003[2] \| Componența etnică conform recensământului din 2003[2] \| \| ----------------------------------------------------- \| ----------------------------------------------------- \| ----------------------------------------------------- \| ----------------------------------------------------- \| ----------------------------------------------------- \| \| \| \| \| \| \| \| Albanezi \| Albanezi \| \| 184 \| 79,31% \| \| Muntenegreni \| Muntenegreni \| \| 18 \| 7,75% \| \| Sârbi \| Sârbi \| \| 2 \| 0,86% \| \| Bosniaci \| Bosniaci \| \| 1 \| 0,43% \| \| necunoscută \| necunoscută \| \| 0 \| 0% \| |              |  |     |        |
| Componența etnică conform recensământului din 2003 |              |  |     |        |
| |              |  |     |        |
| Albanezi | Albanezi     |  | 184 | 79,31% |
| Muntenegreni | Muntenegreni |  | 18  | 7,75%  |
| Sârbi | Sârbi        |  | 2   | 0,86%  |
| Bosniaci | Bosniaci     |  | 1   | 0,43%  |
| necunoscută | necunoscută  |  | 0   | 0%     |